# Мечеть Намазгох (Самарканд)

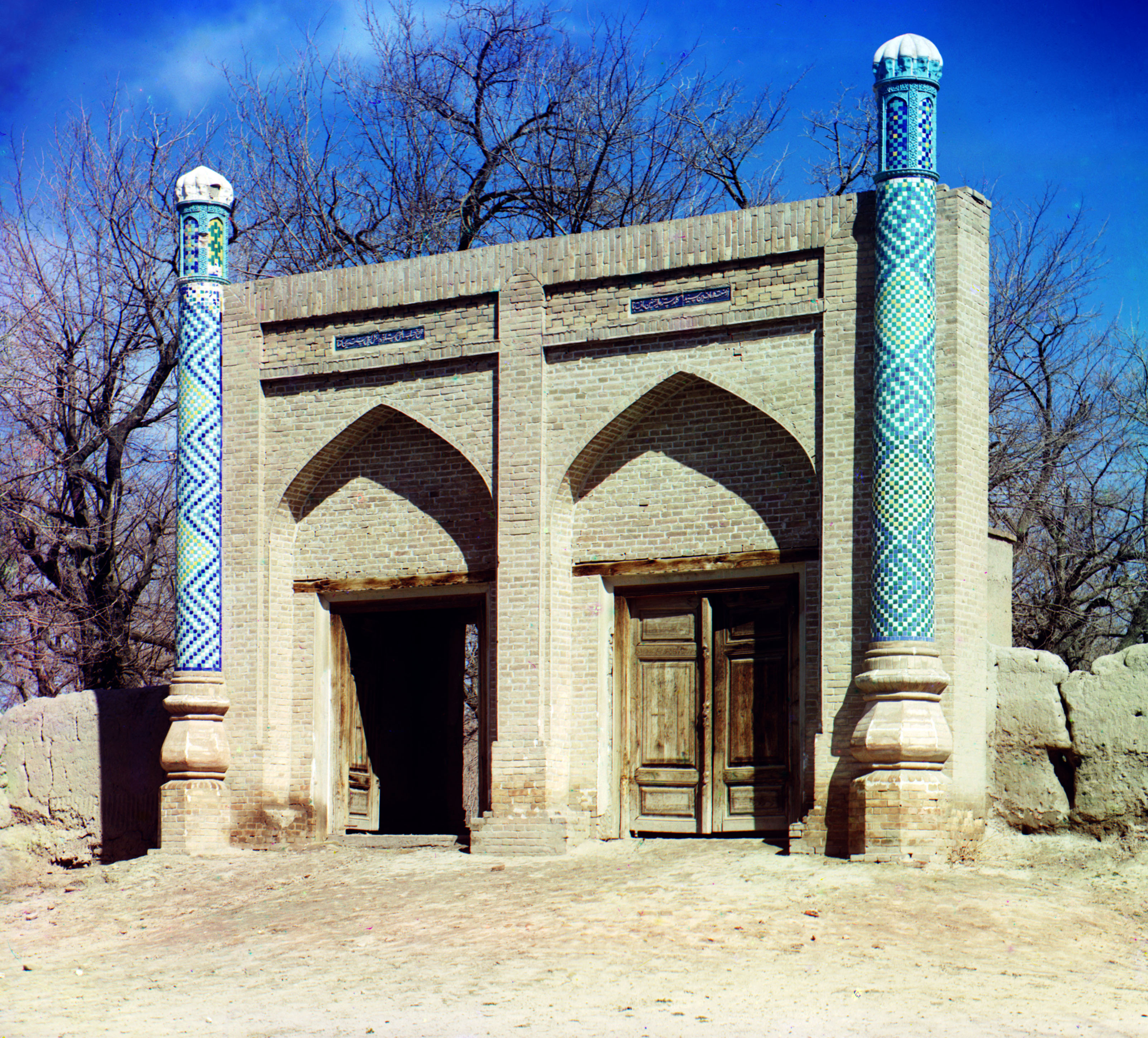
Вход в мечеть Намазга 100 лет назад. Фото С. М. Прокудина-Горского.

Мечеть Намазго́х, также пишется и произносится как Намазга́х или Намозго́х (узб. Namozgoh masjidi) — одна из мечетей Самарканда, построенная в XVII веке, за чертой тогдашней территории города. Была построена на средства известного благотворителя, представителя узбекского рода арлат Надира Диванбеги, который в разные годы построил в Самарканде ещё несколько зданий.